# Maria Góral
Maria Irena Góral (ur. 31 stycznia 1945 w Ręcznie, zm. 27 stycznia 2019 w Rzeszowie) – polska aktorka teatralna i filmowa.

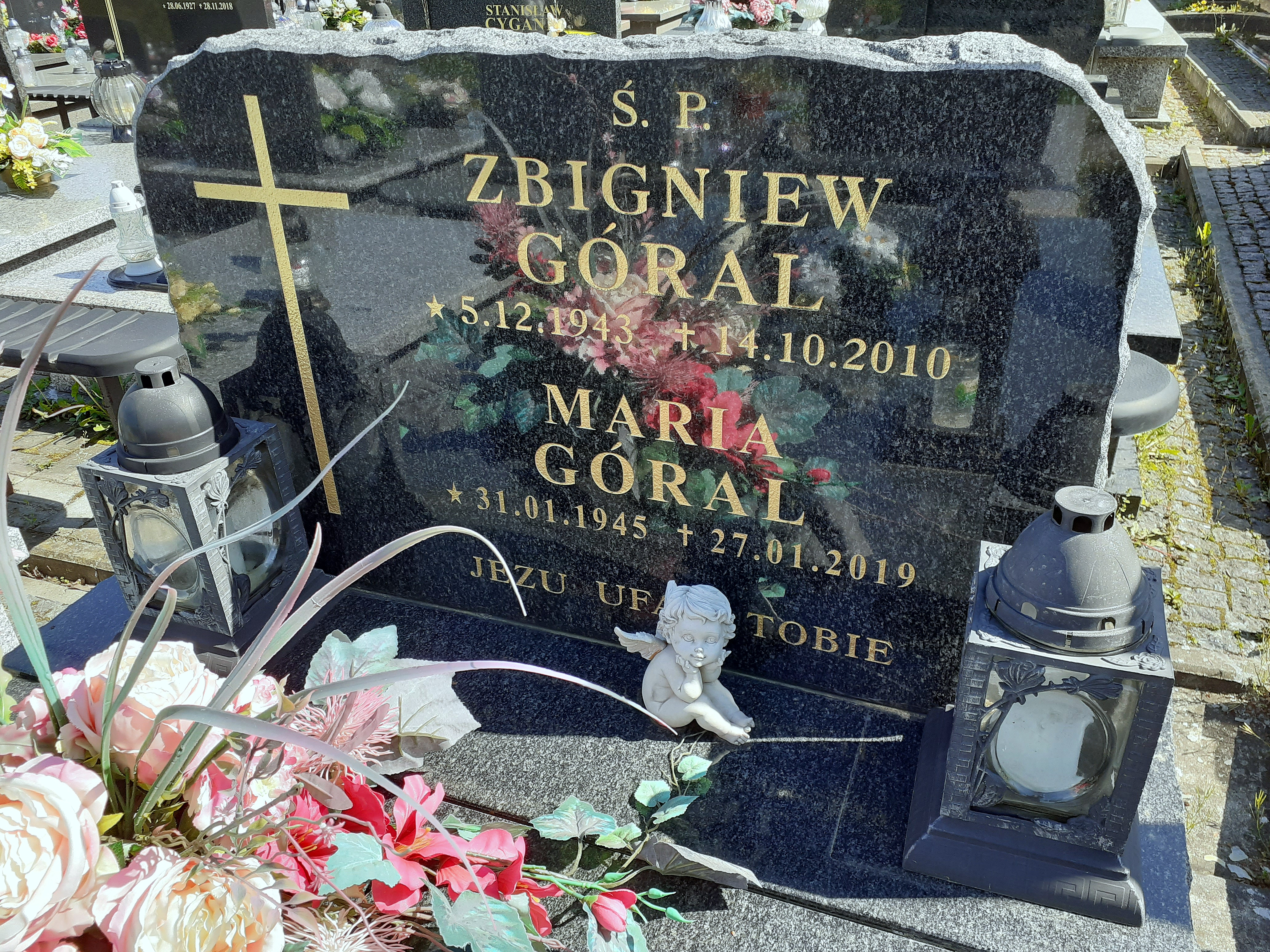
Grobowiec ZbignieWa i Marii Góralów

## Życiorys
Córka Józefa i Anny. Podczas kariery była związana z Teatrem Polskim w Bydgoszczy (1969-1970) oraz Teatrem im. Wandy Siemaszkowej w Rzeszowie (1970-1998). Wystąpiła w dwóch filmach fabularnych: "Raj na ziemi" (1970, reż. Zbigniew Kuźmiński) oraz "Najlepsze na świecie" (1976, reż. Stanisław Jędryka) oraz w spektaklu Teatru Telewizji "Most" według Jerzego Szaniawskiego (1982, reż. Bogdan Augustyniak). Od 1967 roku była żoną Zbigniewa Górala - chemika i menedżera (1943-2010). Została pochowana na cmentarzu komunalnym Wilkowyja w Rzeszowie.

## Nagrody i odznaczenia
- 1979 − Brązowy Krzyż Zasługi
- 1979 − Studencka Złota Podkowa w plebiscycie Studenckiej Dekady Kulturalnej Turystyki i Sportu
- 1988 − nagroda miasta Rzeszowa
- 1999 − nagroda Wojewody Rzeszowskiego